# Vivienne Segal
Pour les articles homonymes, voir Segal.
Vivienne Segal (née le 19 avril 1897, morte le 29 décembre 1992) est une actrice et chanteuse américaine.

## Biographie
Née à Philadelphie, Vivianne Segal commence sa carrière sur scène en tant que chanteuse, et se produit dans les années 1920 à Broadway, avec un passage remarqué dans les Ziegfeld Follies au milieu des années 1920. Sa carrière au cinéma se déroule au début des années 1930, et elle joue en particulier le premier rôle féminin aux côtés de Walter Pidgeon dans Nuits viennoises (Viennese Nights) en 1930.
Elle tient le premier rôle féminin aux côtés de Gene Kelly dans la comédie musicale Pal Joey en 1940. Elle est récompensée par un prix Donaldson Awards en 1952.
Elle meurt à 95 ans à Beverly Hills.

## Music hall
- 1915 : The Blue Paradise
- 1924-1925 : Ziegfeld Follies
- 1940 : Pal Joey (Broadway)

## Chansons
- 1940 : Bewitched, Bothered and Bewildered

## Filmographie
- 1929 : Will You Remember?
- 1930 : Chanson de l'Ouest (Song of the West)
- 1930 : Bride of the Regiment
- 1930 : Golden Dawn

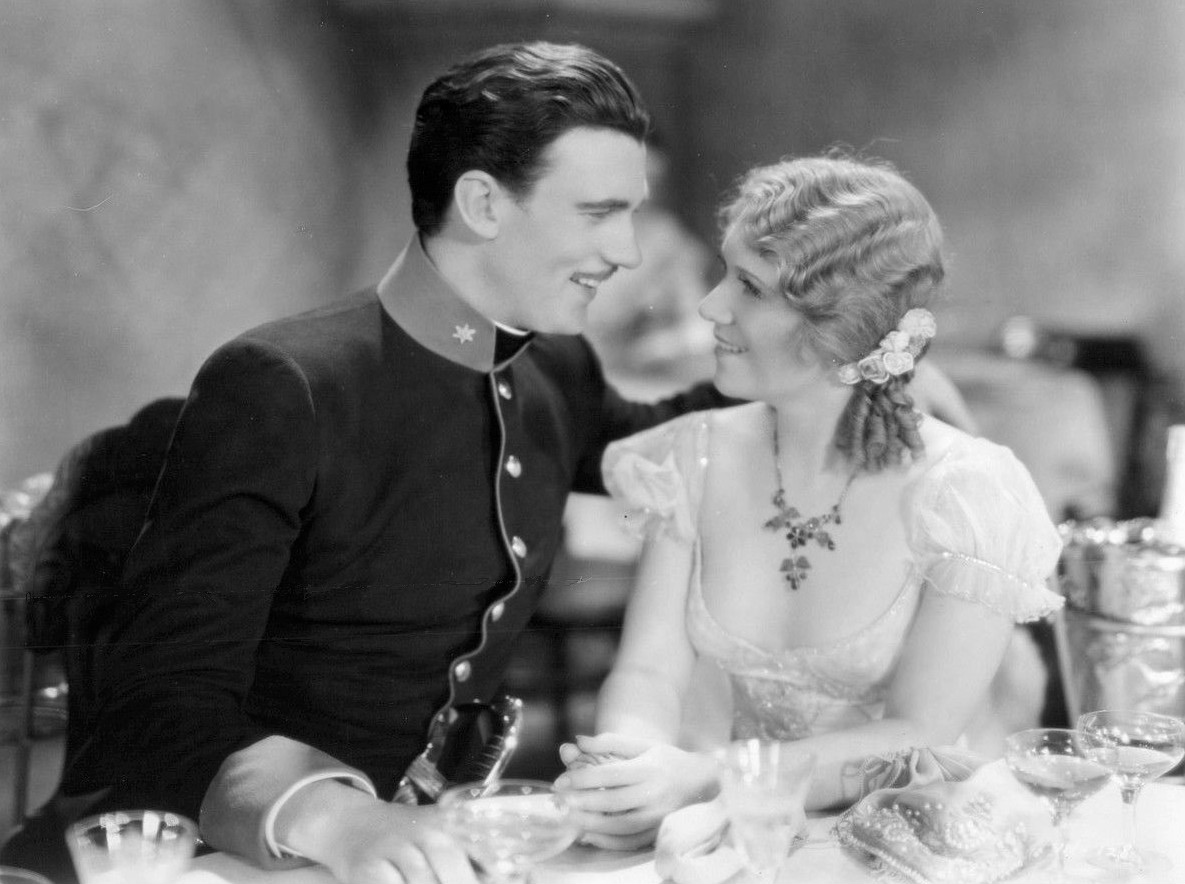
Walter Pidgeon et Vivienne Segal dans Nuits viennoises en 1930

- 1930 : Nuits viennoises (Viennese Nights) d'Alan Crosland
- 1933 : Fifi (court-métrage)
- 1934 : The Cat and the Fiddle
- 1934 : Soup for Nuts (court-métrage)